# 브라우나우암인

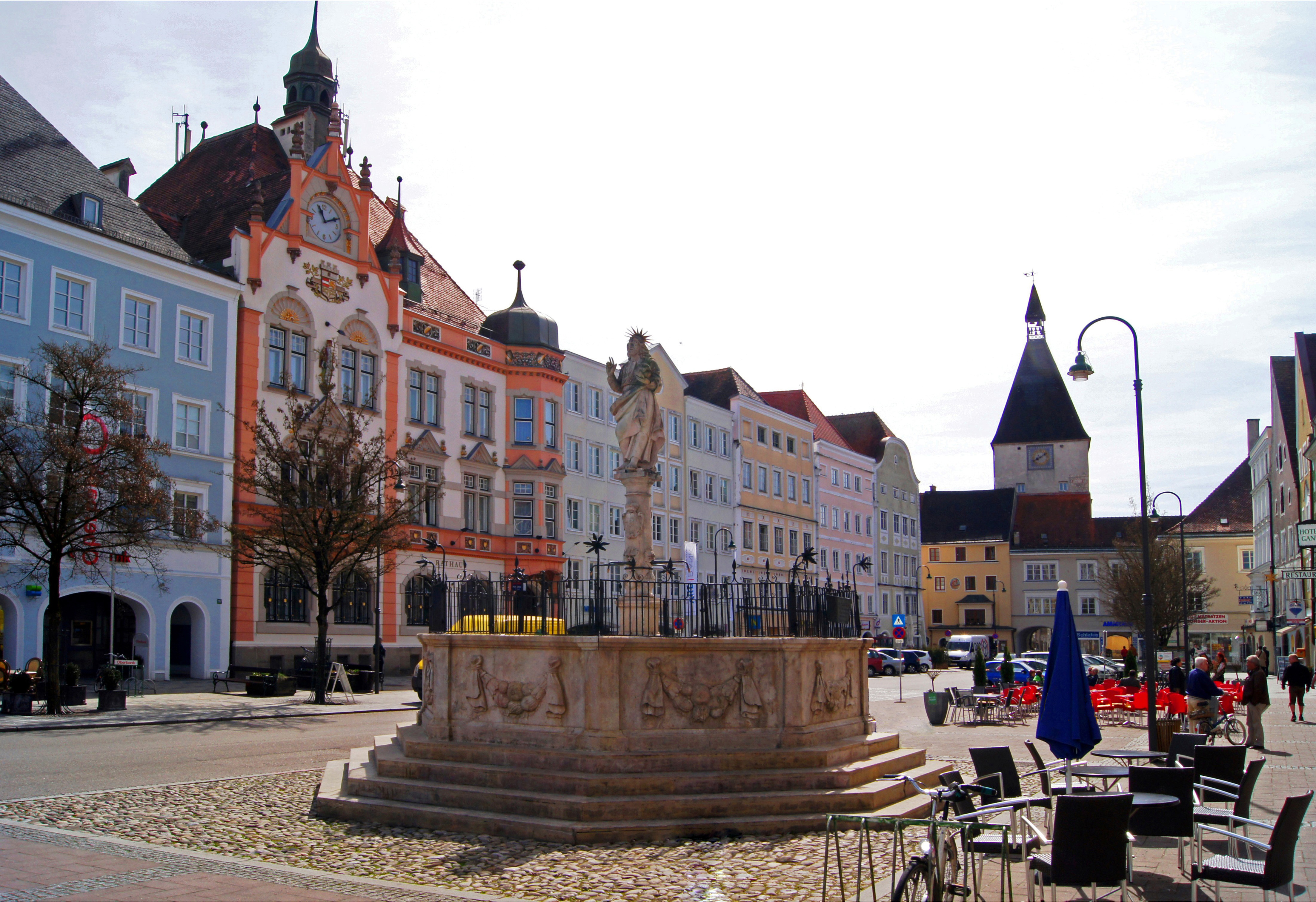
브라우나우암인 시가지

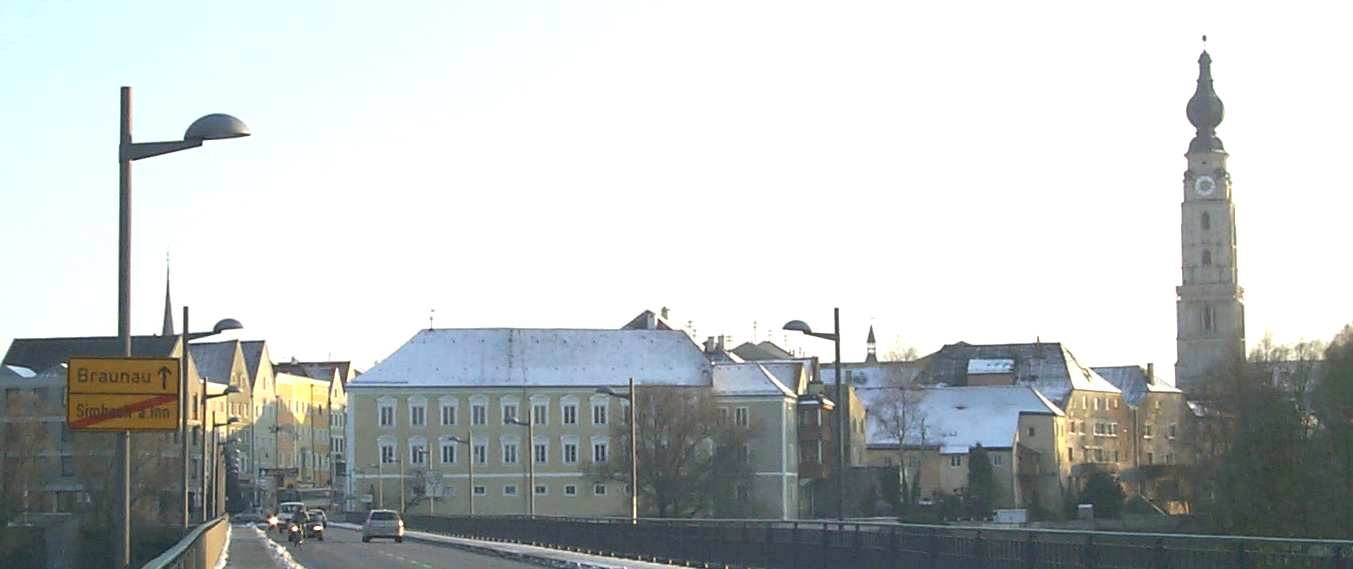
브라우나우암인 거리

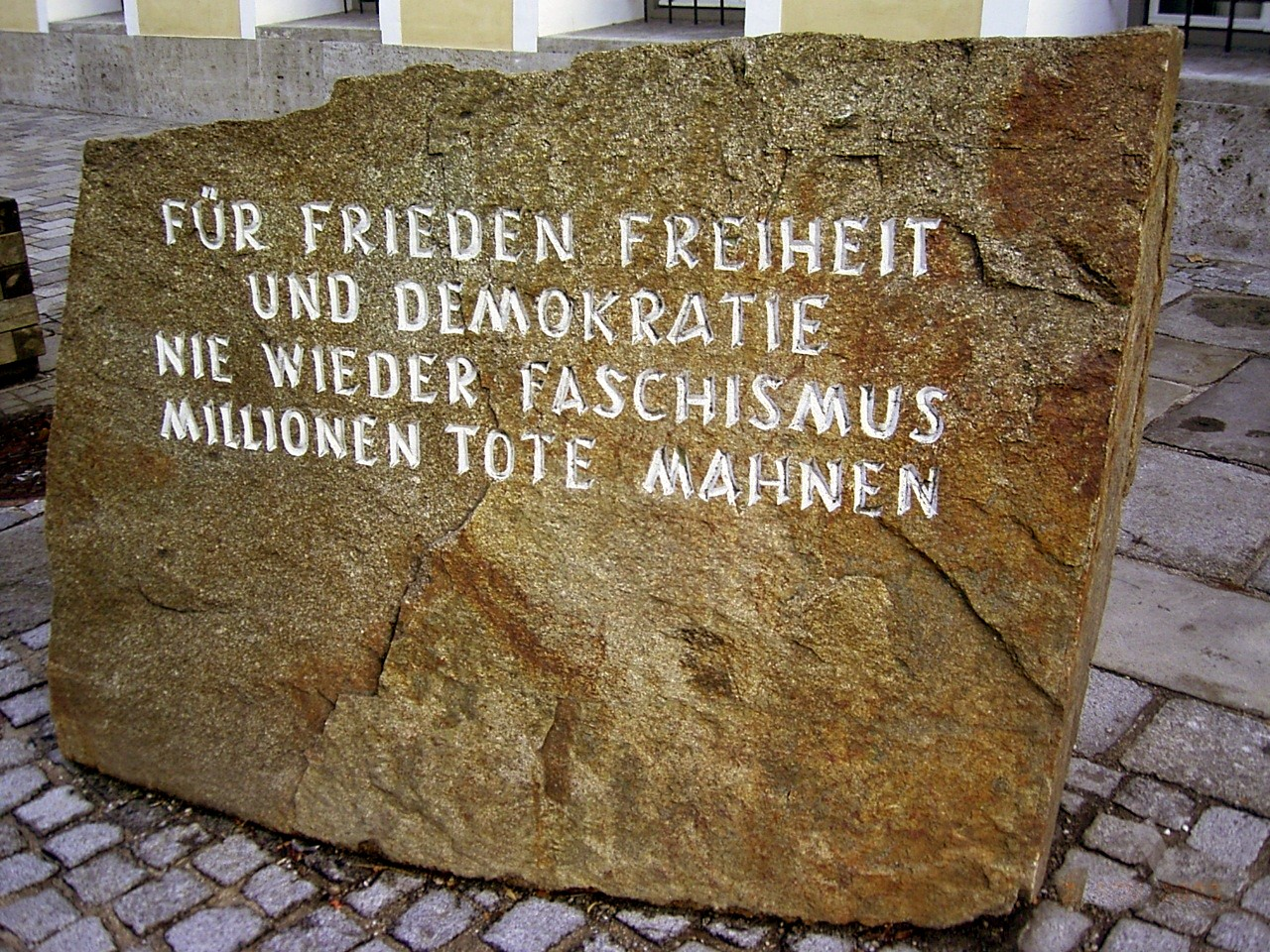
브라우나우암인이 아돌프 히틀러의 출생지였음을 알리는 비석

브라우나우암인(독일어: Braunau am Inn)은 오스트리아 북부 오버외스터라이히주에 있는 도시이다. 인구는 17,333명으로, 아돌프 히틀러의 출생지로 알려진 곳이다.
도나우강의 지류 인강 연안에 있으며 독일과의 국경에 위치한 국경 도시이자 통관항이다. 강 건너편에는 독일 바이에른주의 짐바흐암인이 있다. 린츠에서 서쪽으로 90km, 잘츠부르크에서 북쪽으로 60km 정도 떨어진 곳에 위치하며, 인 강 하류의 파사우가 동북쪽 50km 지점에 있다. 810년에 문헌에 처음 언급되었고, 1260년 시의 지위를 얻은 오스트리아에서 가장 오래 된 도시 중 하나이다. 인 강 연안의 소금 교역과 항해의 중심지였다. 본래 바이에른의 영토였으나, 1779년 오스트리아로 넘어왔다. 중세 시대의 주택과 성당이 많다. 장크트 슈테판 성당은 탑의 높이가 99m로, 오스트리아에서 세 번째로 높다.
지방의 작은 도시지만, 1889년 아돌프 히틀러가 이 도시에서 태어났다는 사실로 인하여 알려진 곳이 되었다. 세관 관리의 아들로 태어난 그는 이 곳에서 3살 때까지 살다 파사우로 옮겼다. 그의 생가로 여겨지는 건물 앞에는 히틀러의 만행으로 희생된 추모자들을 기리는 추모비가 세워져 있다. 추모비의 내용은 다음과 같다.
Für Frieden Freiheit und Demokratie – nie wieder Faschismus – Millionen Tote Mahnen (평화, 자유, 그리고 민주주의를 위해. 다시는 파시즘이 없기를. 수백만의 죽음이 경고한다.)

## 인구
| 연도 | 인구   | ±%     |
| ---- | ------ | ------ |
| 1869 | 4,553  | —      |
| 1880 | 5,078  | +11.5% |
| 1890 | 5,584  | +10.0% |
| 1900 | 6,021  | +7.8%  |
| 1910 | 6,340  | +5.3%  |
| 1923 | 6,678  | +5.3%  |
| 1934 | 6,998  | +4.8%  |
| 1939 | 7,850  | +12.2% |
| 1951 | 12,013 | +53.0% |
| 1961 | 14,457 | +20.3% |
| 1971 | 16,436 | +13.7% |
| 1981 | 16,318 | −0.7%  |
| 1991 | 16,264 | −0.3%  |
| 2001 | 16,337 | +0.4%  |
| 2011 | 16,182 | −0.9%  |
| 2015 | 16,380 | +1.2%  |

## 기후
| Aspach의 기후            | Aspach의 기후 | Aspach의 기후 | Aspach의 기후 | Aspach의 기후 | Aspach의 기후 | Aspach의 기후 | Aspach의 기후 | Aspach의 기후 | Aspach의 기후 | Aspach의 기후 | Aspach의 기후 | Aspach의 기후 | Aspach의 기후 |
| 월                       | 1월           | 2월           | 3월           | 4월           | 5월           | 6월           | 7월           | 8월           | 9월           | 10월          | 11월          | 12월          | 연간          |
| ------------------------ | ------------- | ------------- | ------------- | ------------- | ------------- | ------------- | ------------- | ------------- | ------------- | ------------- | ------------- | ------------- | ------------- |
| 역대 최고 기온 °C (°F)   | 16.2 (61.2)   | 19.9 (67.8)   | 23.6 (74.5)   | 26.4 (79.5)   | 29.7 (85.5)   | 32.2 (90.0)   | 35.3 (95.5)   | 34.4 (93.9)   | 31.4 (88.5)   | 24.5 (76.1)   | 21.6 (70.9)   | 16.6 (61.9)   | 35.3 (95.5)   |
| 일평균 최고 기온 °C (°F) | 1.9 (35.4)    | 3.9 (39.0)    | 8.9 (48.0)    | 13.0 (55.4)   | 18.7 (65.7)   | 21.1 (70.0)   | 23.4 (74.1)   | 23.0 (73.4)   | 18.9 (66.0)   | 13.4 (56.1)   | 6.3 (43.3)    | 3.3 (37.9)    | 13.0 (55.4)   |
| 일일 평균 기온 °C (°F)   | −1.9 (28.6)   | −0.6 (30.9)   | 3.7 (38.7)    | 7.4 (45.3)    | 12.8 (55.0)   | 15.7 (60.3)   | 17.7 (63.9)   | 17.1 (62.8)   | 12.9 (55.2)   | 7.9 (46.2)    | 2.6 (36.7)    | −0.1 (31.8)   | 7.9 (46.2)    |
| 일평균 최저 기온 °C (°F) | −5.1 (22.8)   | −4.0 (24.8)   | −0.3 (31.5)   | 2.4 (36.3)    | 6.7 (44.1)    | 10.1 (50.2)   | 12.0 (53.6)   | 11.5 (52.7)   | 8.5 (47.3)    | 4.0 (39.2)    | −0.4 (31.3)   | −3.2 (26.2)   | 3.5 (38.3)    |
| 역대 최저 기온 °C (°F)   | −33.2 (−27.8) | −23.1 (−9.6)  | −22.4 (−8.3)  | −6.9 (19.6)   | −5.2 (22.6)   | 1.0 (33.8)    | 2.2 (36.0)    | −2.1 (28.2)   | −2.1 (28.2)   | −7.6 (18.3)   | −25.0 (−13.0) | −25.6 (−14.1) | −33.2 (−27.8) |
| 평균 강우량 mm (인치)    | 57.5 (2.26)   | 44.9 (1.77)   | 66.8 (2.63)   | 71.2 (2.80)   | 76.6 (3.02)   | 104.9 (4.13)  | 113.2 (4.46)  | 91.8 (3.61)   | 74.7 (2.94)   | 58.9 (2.32)   | 64.6 (2.54)   | 68.0 (2.68)   | 893.1 (35.16) |
| 평균 강설량 cm (인치)    | 9.8 (3.9)     | 8.9 (3.5)     | 5.0 (2.0)     | 2.3 (0.9)     | 0.0 (0.0)     | 0.0 (0.0)     | 0.0 (0.0)     | 0.0 (0.0)     | 0.0 (0.0)     | 0.0 (0.0)     | 4.6 (1.8)     | 11.2 (4.4)    | 3.5 (1.4)     |
| 평균 강수일수 (≥ 1.0 mm) | 9.2           | 8.1           | 10.0          | 10.2          | 8.7           | 11.7          | 10.9          | 8.8           | 8.4           | 7.6           | 9.6           | 10.6          | 113.8         |
| 평균 강설일수 (≥ 1.0 cm) | 14.1          | 9.6           | 4.9           | 1.7           | 0.0           | 0.0           | 0.0           | 0.0           | 0.0           | 0.1           | 4.0           | 9.6           | 3.7           |
| 평균 월간 일조시간       | 55.3          | 86.0          | 126.0         | 158.3         | 221.5         | 204.8         | 234.1         | 226.9         | 164.8         | 119.1         | 60.0          | 44.9          | 1,701.7       |
| 출처:                    |               |               |               |               |               |               |               |               |               |               |               |               |               |